# Мурусабаль
Мурусабаль (ісп. Muruzábal) — муніципалітет в Іспанії, у складі автономної спільноти Наварра. Населення — 284 особи (2009).
Муніципалітет розташований на відстані близько 520 км на північний схід від Мадрида, 280 км на схід від Памплони.

## Демографія
Динаміка населення (INE ):

## Галерея зображень

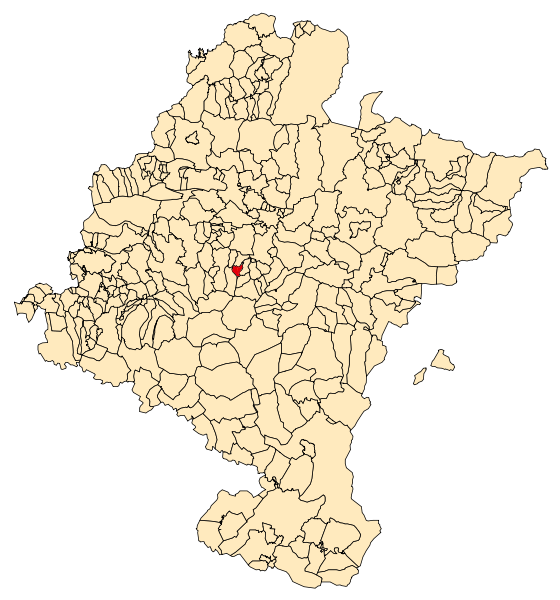
Розташування муніципалітету
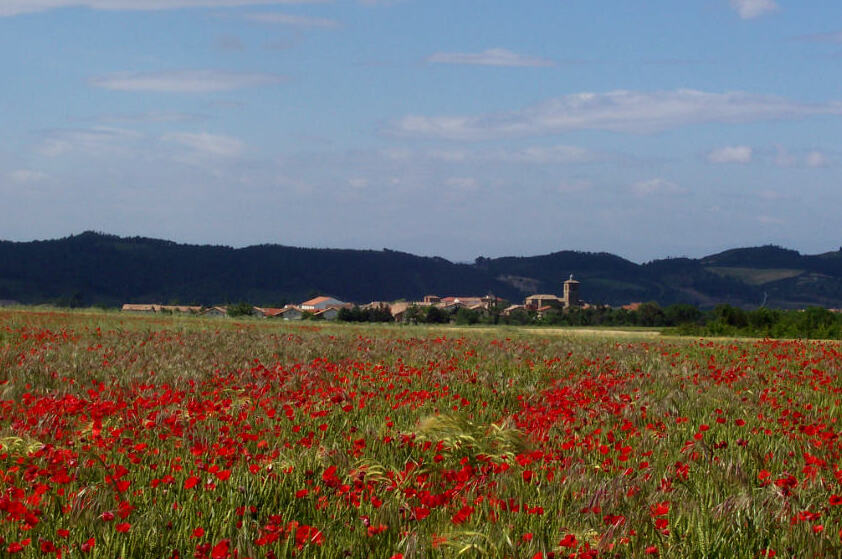
Мурусабаль